# Деферіет (Нью-Йорк)
Деферіет (англ. Deferiet) — селище (англ. village) в США, в окрузі Джефферсон штату Нью-Йорк. Населення — 245 осіб (2020).

## Географія
Деферіет розташований за координатами 44°2′11″ пн. ш. 75°40′55″ зх. д. / 44.03639° пн. ш. 75.68194° зх. д. (44.036398, -75.681939).  За даними Бюро перепису населення США в 2010 році селище мало площу 1,90 км², з яких 1,68 км² — суходіл та 0,21 км² — водойми.

## Демографія
Згідно з переписом 2010 року, у селищі мешкали 294 особи в 126 домогосподарствах у складі 87 родин. Густота населення становила 155 осіб/км².  Було 132 помешкання (70/км²).
Расовий склад населення:
| - 92,5 % — білих - 3,1 % — чорних або афроамериканців - 1,0 % — корінних американців - 1,0 % — азіатів |

До двох чи більше рас належало 2,0 %. Частка іспаномовних становила 1,7 % від усіх жителів.
За віковим діапазоном населення розподілялося таким чином: 23,8 % — особи молодші 18 років, 59,2 % — особи у віці 18—64 років, 17,0 % — особи у віці 65 років та старші. Медіана віку мешканця становила 37,0 року. На 100 осіб жіночої статі у селищі припадало 82,6 чоловіків;  на 100 жінок у віці від 18 років та старших — 96,5 чоловіків також старших 18 років.
Середній дохід на одне домашнє господарство  становив 54 196 доларів США (медіана — 50 000), а середній дохід на одну сім'ю — 54 585 доларів (медіана — 52 500). За межею бідності перебувало 20,6 % осіб, у тому числі 39,8 % дітей у віці до 18 років та 0,0 % осіб у віці 65 років та старших.
Цивільне працевлаштоване населення становило 99 осіб. Основні галузі зайнятості: освіта, охорона здоров'я та соціальна допомога — 26,3 %, роздрібна торгівля — 24,2 %, науковці, спеціалісти, менеджери — 11,1 %, виробництво — 10,1 %.